# جوستين فورسيث
جوستين فورسيث (بالإنجليزية: Justin Forsyth) هو نائب المدير التنفيذي لصندوق الأمم المتحدة للطفولة اليونيسيف، قبل تعيينه في هذا المنصب في 15 يناير 2016 من قبل الأمين العام للأمم المتحدة السابق بان كي مون، وكان فورسيث المدير التنفيذي لمنظمة إنقاذ الطفولة في المملكة المتحدة.

## تعليمه
يعد فورسيث أحد خريجي جامعة جامعة أكسفورد بروكس في أكسفورد الإنجليزية.

## السيرة الذاتية
السيد فورسيث هو أحد قادة ورواد العالم في المجال الإغاثي، كرس نفسه لإحداث تغيير حقيقي للأطفال ومساعدتهم وتوفير بيئة مناسبه لحياتهم. شارك في حملات المناصرة وجمع الأموال والتحالفات من أجل الأطفال، التي تعاون فيها مع المنظمات غير الحكومية والقطاع الخاص والحكومات الوطنية والأمم المتحدة.